# 大葉利尼亞湖
大葉利尼亞湖（白俄羅斯語：Вялікая Ельня）是白俄羅斯的湖泊，位於布拉斯拉夫東北16公里，由維捷布斯克州負責管轄，長1.35公里、寬0.57公里，面積0.46平方公里，集水區面積2.22平方公里，湖岸線長度3.2公里，最大水深13.2米。